# Love spy
«Love spy» es el nombre del segundo sencillo de Mike Mareen, el cual ha tenido éxito internacional junto a los cantantes de su mismo género. Fue lanzado en 1986 bajo la discográfica Night'n Day Records. Además ha vendido más de 6000 ejemplares solamente en Alemania.

## Contenido
Love spy es una canción en la que Mike Mareen menciona que es un espía del amor. Cuando alguien pueda encontrarse en estados de soledad, puede acudir a él. También habla de sus sentimientos románticos y sus ambiciones, centrándose en las calles de Nueva York.

## Producción
La canción fue obra original de Peter Lack, quien fue principalmente el encargado de los arreglos musicales, y Thomas Weiss, quien ayudó con la letra. La canción fue publicada a los medios por Antenna Music y Night Music Verlag.